# Addy Townsend
Addy Townsend (* 14. Dezember 1997 in Coquitlam) ist eine kanadische Mittelstreckenläuferin, die sich auf die 800-Meter-Distanz spezialisiert hat. Sie ist die Tochter der ehemaligen kanadischen Mittelstreckenläuferin Brit McRoberts.

## Sportliche Laufbahn
Addy Townsend studierte von 2016 bis 2021 an der Simon Fraser University und sammelte 2022 erste Erfahrungen bei internationalen Meisterschaften, als sie bei den Weltmeisterschaften in Eugene mit 2:03,79 min in der ersten Runde über 800 Meter ausschied. Im Jahr darauf belegte sie bei den Panamerikanischen Spielen in Santiago de Chile in 2:09,02 min den achten Platz.

## Persönliche Bestzeiten
- 800 Meter: 2:01,24 min, 14. April 2022 in Azusa
  - 800 Meter (Halle): 2:03,00 min, 28. Januar 2022 in Boston
- 1500 Meter: 4:11,90 min, 1. April 2022 in Stanford
- Meile: 4:32,41 min, 15. Januar 2022 in Seattle